# Akmensrags
Akmensargs (dosłownie przylądek Akmens, także Akmeņrags) – przylądek na Łotwie nad Morzem Bałtyckim. Znajduje się na terenie okręgu lipawskiego, około 10 km na południowy zachód od miasta Pāvilosta.
Na przylądku znajduje się pochodząca z 1884 roku latarnia morska Akmeņrags. Akmenrags leży na terenie szczególnym ze względu na walory przyrodnicze – w obszarze chronionym Ziemupe, a także europejskiej ostoi ptaków (IBA; dotyczy całego wybrzeża od rzeki Ziemupe na południu, do rzeki Rīva na północy).